# Титова Олена Миколаївна
Олена Миколаївна Титова — директор Центру пам'яткознавства НАН України і УТОПІК, музеєзнавець, вчений секретар УТОПІК, доцент кафедри охорони культурної спадщини і музеєзнавства Київського національного університету культури і мистецтв, вчений секретар Українського комітету ICOMOS.
Є кандидатом історичних наук (1985), доктор філософії (2006), старший науковий співробітник (1993), доцент (2004), Заслужений працівник культури України (2003).

## Життєпис
Народилася 18 липня 1952 року у м. Києві в сім'ї інженера-конструктора будівельника Миколи Титова та архітектора Ірини Титової (Межевич).
У 1960—1970 роках навчалася у середній школі № 79 (на вул. Шота Руставелі), яку закінчила із золотою медаллю. Усі шкільні роки вона захоплювалася історією, а з середніх класів, прочитавши науково-популярну статтю відомого вченого Л. Клейна про археологію, почала мріяти про цю романтичну професію. Тому вступила до історичного факультету Київського державного університету ім. Т. Г. Шевченка. Серед її викладачів, починаючи від деканів — були П. Овчаренко та Ю. Кондуфор, професори та доценти — Л. Славін, Г. Мезенцева, М. Бондарь, Ю. Малєєв, а також співробітники Інституту археології, яких запрошували читати спецкурси, — В. Гладилін, І. Шовкопляс, В. Даниленко, В. Лапін, Є. Максимов.
Після першого курсу почала брати участь в археологічних експедиціях, коли під керівництвом Л. Славіна та Ю. Козуб працювала на некрополі античного міста Ольвія, яка вважалася справжньою школою археологів. Там на жертовнику на Агорі відбулося посвячення в археологи. Наступні розкопки були в експедиції Г. Мезенцевої у Білогородці (давньоруському місті Білгород), Ганни та Івана Шовкоплясів на зарубинецькому поселенні на Оболоні, К. Гупала на місці Житнього ринку на Київському Подолі.
З 1975 р. працювала в групі з дослідження Кам'яної могили Інституту археології АН УРСР.
1980 року вступила до аспірантури Інституту археології з відривом від виробництва. Науковим керівником було призначено професора Д. Я. Телегіна, поряд з яким вона працювала до останніх днів життя цього українського вченого. Темою дисертаційного дослідження, успішно захищеного 1985 року, стала культурна і хронологічна характеристика неоліту Середнього Подніпров'я.
У статусі молодшого наукового, наукового співробітника відділу кам'яної доби О. Титова керувала розкопками і розвідками на неолітичних пам'ятках Чернігівщини і Сумщини (Борковка, Погоріловка), Черкащини (група пам'яток у Старосіллі, роботи згідно Зводу пам'яток історії та культури у Корсунь-Шевченківському районі).
Новий етап творчої біографії О. Титової розпочався у 1990 р., коли за конкурсом її було прийнято на посаду провідного фахівця з пам'яток археології Українського товариства охорони пам'яток історії та культури. Їй було доручено курувати роботою секцій археології та некрополів України.
У 1997—2010 рр. працювала доцентом кафедри музеєзнавства та охорони культурної спадщини Київського національного університету культури і мистецтва, де читала авторські курси «Пам'яткознавство», «Паспортизація пам'яток історії та культури», «Пам'ятки монументального мистецтва», «Пам'ятки та пам'ятні місця українського козацтва», «Найвідоміші музеї світу». У середині 1990-х років її запросили вести спецкурс з культури індіанців Америки на факультет культурології Києво-Могилянської академії. Наприкінці 1990-х — на початку 2000-х років разом з професором М. Гладких О. Титова прочитала курс «Неоліт України» на кафедрі археології і музеєзнавства Київського національного університету ім. Тараса Шевченка.
Титова О. М. поєднує активну діяльність в Українському товаристві охорони пам'яток історії та культури з участю в інших пам'яткоохоронних громадських організаціях. З 1994 р. вона є членом
- Українського національного комітету Міжнародної ради з питань охорони пам'яток і визначних місць (УНК ICOMOS) (двічі її обирали вченим секретарем, членом бюро),
- Українського національного комітету Міжнародної ради із дослідження індустріальної спадщини (TICCIH),
- Національної спілки краєзнавців України,
- Історико-культурної асоціації «Україна-Туреччина» (ІКАУТ).

Титова О. М. входить до складу кількох дорадчих органів при пам'яткоохоронних інституціях:
- Кваліфікаційної ради з питань дослідження археологічної спадщини України,
- Польового комітету Інституту археології НАН України,
- Науково-методичної ради з охорони культурної спадщини при Міністерстві культури України.
- Експертної комісії з розгляду питань занесення об'єктів культурної спадщини до Державного реєстру нерухомих пам'яток України при Міністерстві культури України.

Титова О. М. є головним редактором фахових видань «Праці Центру пам'яткознавства», «Нові дослідження пам'яток козацької доби в Україні», заступником головного редактора журналу «Відлуння віків», наукових збірок «Ніжинська старовина» та «Сіверщина в історії України», членом редакційної колегії журналу «Питання історії науки і техніки».

## Відзнаки
За значні особисті досягнення у сфері охорони культурної спадщини, високий професіоналізм, внесок у виховання наукової молоді О. М. Титова нагороджена
- Грамотою Управління освіти Києва (1997),
- Почесною Грамотою Кабінету Міністрів України (2002),
- Подякою Київського міського голови (2002),
- Почесним званням «Заслужений працівник культури України» (2003),
- Грамотою Головного управління освіти і науки Київської міської державної адміністрації (2003),
- Почесною грамотою Київського міського голови (2004),
- Почесною Грамотою Верховної Ради України (2012),
- Почесною Грамотою Президії Національної академії наук України.

## Наукові інтереси
До кола наукових інтересів входять дослідження історії та археології первісної доби, доби козацтва в Україні, пам'яткознавство, проблеми теорії та методики музеєфікації пам'яток археології, збереження та популяризації культурної спадщини.
Розробляє наукові засади нормативних пам'яткоохоронних документів, дослідження та охорони пам'яток археології, історії України. Є автором близько 200 наукових публікацій (монографій, навчальних посібників, статей).
Є одним із ініціаторів та беззмінним (протягом 24 років) організатором міжнародної наукової конференції з історії та археології України козацької доби «Часи козацькі», що відбувається з 1991 року щороку у Києво-Печерській лаврі і вважається найбільш представницьким форумом в Україні із даної проблематики.

## Праці
- Титова Е. Н., Неолит Среднего Поднепровья / Титова Е. Н. : Автореф. дисс. … канд. истор. наук. — К., 1985. — 18 с.
- (рос.)Титова Е. Н., О контактах населения киево-черкасской и буго-днестровской культур / Е. Н. Титова // Каменный век на территории Украины. Некоторые аспекты хозяйства и этнокультурных связей: Сб. науч. тр. — К.: Наукова думка, 1990. — С.28–39.
- Титова О. М., Діяльність експедиції «Січі запорозькі» в 1991 році / О. М. Титова // Вісник Українського товариства охорони пам'яток історії та культури. — № 4. — С.46–50.
- Титова О. М., Основні принципи охорони археологічної спадщини / О. М. Титова // Вісник Українського товариства охорони пам'яток історії та культури. — 1993. — № 2. — С.63–69.
- Титова О. М., Технологія виготовлення та формування неолітичного посуду Середнього Подніпров'я / О. М. Титова // Праці Центру пам'яткознавства. — К., 1993. — Вип. 2. — С.98–107.
- (рос.)Титова Е. Н., Новый локальный вариант неолитических памятников в Днепро-Бугском междуречье / Е. Н. Титова // Древнейшие общности земледельцев и скотоводов Северного Причерноморья V тыс. до н.э. — V в. н.э. — Тирасполь, 1994. — С.12–14.
- Титова О. М., Археологічне вивчення Олешківської Січі Низового Дніпра / О. М. Титова // Краєзнавство. — 2011. — № 2. — С.240–247.